# Alcibíades Vicencio
Alcibíades Vicencio Tholar (Chile, años 1860-30 de abril de 1913) fue un médico ginecólogo y obstetra chileno vinculado a la masonería y fundador del escultismo en Chile. Conoció al militar británico Robert Baden-Powell (fundador del Movimiento Scout mundial) durante la visita que este realizó a Chile en marzo de 1909, siendo inspirado a fundar el escultismo en su país, lo que se materializó en la fundación de la Asociación de Boy Scouts de Chile, segunda asociación scouts del mundo, primera en América.
El 26 de marzo de 1909, junto al profesor del Instituto Nacional Joaquín Cabezas celebran en el Salón de Honor de la Universidad de Chile una charla expositora del Movimiento Scout, siendo orador principal sir Robert Baden-Powell; a esa charla asisten fundamentalmente alumnos del Instituto Nacional, los que posteriormente de la mano de Vicencio y Cabezas fundan la Brigada Central, teniendo su primera excursión el 21 de mayo de dicho año al sector del puente Los Morros, ubicado al extremo sur de Santiago, en la localidad de Nos, junto al río Maipo. Esta actividad se considera la cuna del Movimiento Scout en Chile, el que a su vez es considerado el segundo en fundarse en el mundo. Posteriormente, luego de su muerte, esta Brigada tomaría el nombre de su fundador. En 1930 la Brigada Alcibiades Vicencio se refunde con la Brigada del Instituto Nacional, siendo hoy conocido como Grupo Alcibíades Vicencio del Instituto Nacional.
Alcibíades Vicencio falleció el 30 de abril de 1913.